# Ohrida
Ohrid (în macedoneană Охрид) este un oraș din Macedonia de Nord și sediul comunei Ohrid. Denumirea orașului vine de la faptul că soldații care cărau piatră pentru construcția cetății lui Samuil exclamau "Ох рид!" (Oh rid = oh deal). Este cel mai mare oraș de pe Lacul Ohrid și cel de-al optulea oraș din țară, care a avut peste 42.000 de locuitori la recensământul din 2002. Ohrid a avut odată 365 de biserici, câte una pentru fiecare zi a anului și a fost denumit „Ierusalimul Balcanilor”. Orașul are numeroase case pitorești și monumente, iar turismul este predominant. Este situat la sud-vest de capitala Skopje și la vest de Resen și Bitola. În 1979, respectiv în 1980, Ohrid și Lacul Ohrid au fost acceptate împreună ca locuri din Patrimoniul Mondial, culturale și rezervații naturale, de către UNESCO. Ohrid este unul din cele doar 28 de situri care fac parte din patrimoniul mondial UNESCO, care sunt deopotrivă culturale și rezervații naturale.

## Nume

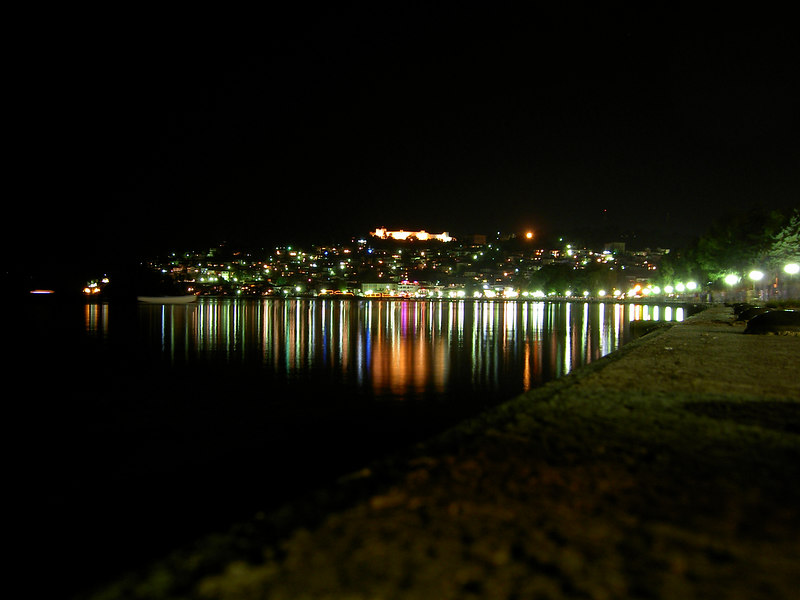
Ohrid noaptea. Numele antic al orașului a fost Lychnidos, ceea ce înseamnă probabil „oraș al luminii”

În antichitate, orașul era cunoscut sub denumirea greacă veche de Λυχνίς (Lychnis) și Λυχνιδός (Lychnidos) și în latină ca Lychnidus, însemnând probabil „oraș al luminii”, literalmente „o piatră prețioasă care emite lumină”, de la cuvântul grec λύχνος (lychnos), „lampă, lumină portabilă”. Polibiu, istoric din secolul al II-lea î.Hr., a menționat acest oraș ca Λυχνίδιον - Lichnidion. A devenit capitala Primului Țarat Bulgar în perioada medievală timpurie și a fost adesea menționat de scriitorii bizantini ca Achrida (Ἄχριδα, Ὄχριδα sau Ἄχρις). În anul 879 d.Hr., numele orașului nu mai era  Lychnidos, în schimb era denumit Ohrid (sau Ohrid). În limba macedoneană și în celelalte limbi slave de sus, numele orașului este Ohrid (Охрид). În limba albaneză, orașul este cunoscut sub numele de Oher sau Ohří și în limba greacă modernă ca Ochrida (Οχρίδα, Ωχρίδα) și Achrida (Αχρίδα).

## Istorie

Distribuția orașelor în antichitate la granița Illiriei de sud cu grecii și tracii.

Primii locuitori ai regiunii mai largi din jurul lacului Ohrid au fost encheleii, un trib iliric și dexaroii, un trib grecesc antic care a locuit în estul regiunii Lynkestis. Conform săpăturilor recente, acesta era un oraș încă din perioada regelui Filip al II-lea al Macedoniei. Cetatea lui Samuil (Самуилова тврдина) a fost construită pe locul unei fortificații anterioare, datată din secolul al IV-lea î.Hr. În timpul cuceririlor romane, spre sfârșitul secolului al III-lea și începutul secolului al II- lea î.Hr., dexaroii și regiunea Dassaretia au fost menționate, precum și orașul antic grecesc Lychnidos (în greacă: Λυχνιδός). Existența vechiului oraș locuit de enchelei, Lychnidos, este legată de mitul grec al prințului fenician Cadmus care, alungat din Teba, în Boeotia, a fugit la enchelei unde ar fi fondat orașul Lychnidos pe țărmurile lacului modern Ohrid. Lacul Ohrid, în antichitate Lacus Lychnitis (în greacă: Λυχνίτις), ale cărei ape albastre și extrem de transparente din antichitate au dat lacului numele său grecesc; încă se mai numea așa ocazional în Evul Mediu. Orașul a fost situat de-a lungul drumului roman Via Egnatia, care a legat portul adriatic Dyrrachion (actualul Durrës) cu Bizanțul. Săpăturile arheologice (de exemplu, basilica Polyconch din secolul al V-lea) dovedesc adoptarea timpurie a creștinismului în zonă. Episcopii din Lychnidos au participat la mai multe concilii ecumenice. 

### Evul Mediu

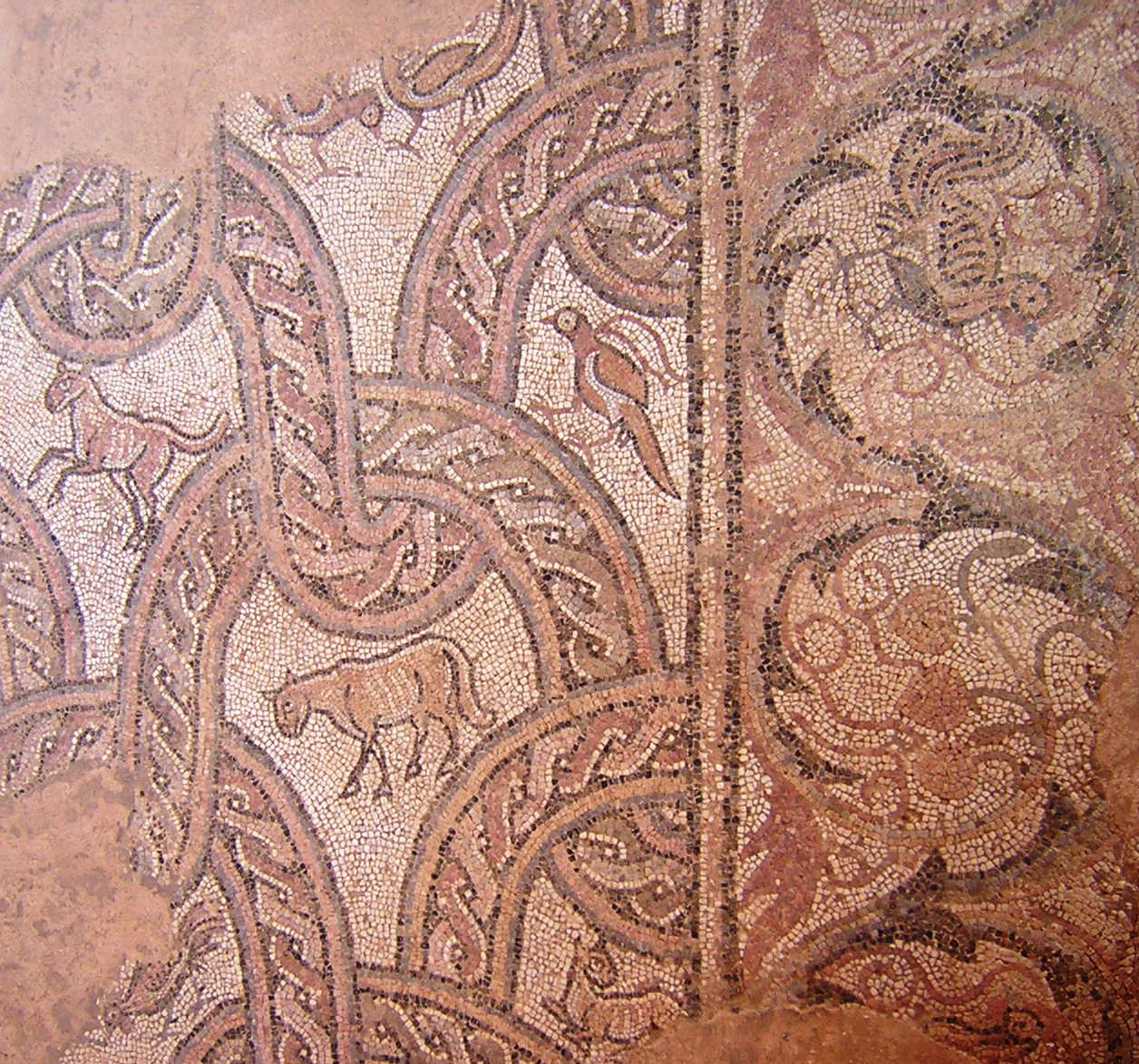
Mozaic de podea în basilica

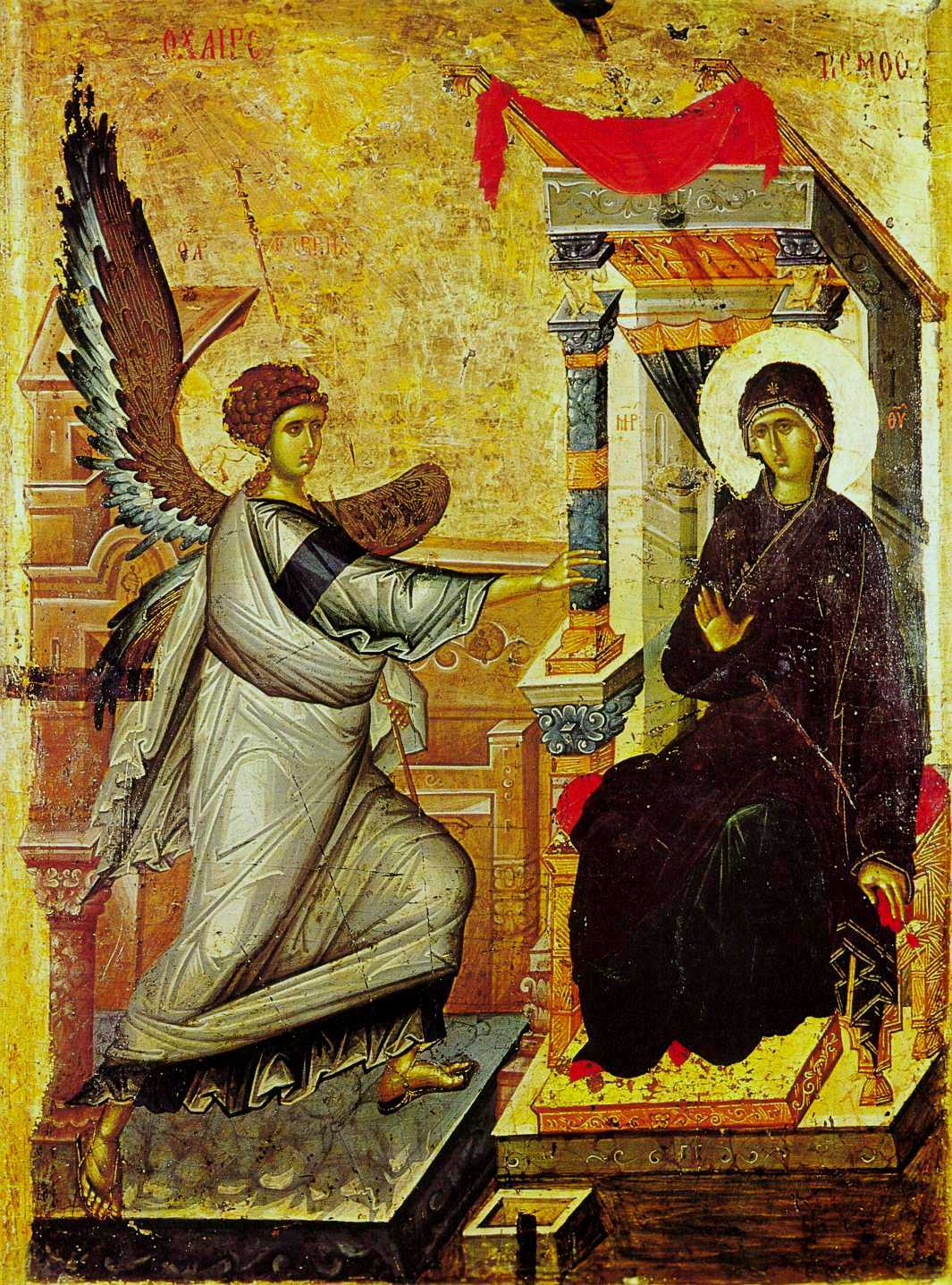
Buna Vestire de la Ohrid, icoană din Biserica Sf. Clement din Ohrid din Orhida.

Slavii de sud au început să ajungă în zonă în secolul al VI-lea d.Hr. La începutul secolului al VII-lea a fost colonizat de un trib slav cunoscut sub numele de berziti. Bulgarii au cucerit orașul în jurul anului 840. Numele Ohrid a apărut pentru prima dată în 879. Școala de litere de la Ohrid înființată în 886 de Clement din Ohrid a devenit unul dintre cele două centre culturale majore ale Primului Țarat Bulgar. Între 990 și 1015, Ohrid a fost capitala și fortăreața Imperiului Bulgar. În perioada 990 - 1018, Ohrid a fost și sediul Patriarhiei Bulgariei. După recucerirea bizantină a orașului în 1018 de către Vasile al II-lea, Patriarhia Bulgară a fost retrogradată ca Arhiepiscopia de Ohrid și a fost pusă sub autoritatea Patriarhului Ecumenic de Constantinopol. în 1209, vlahul Strez a ocupat o mare parte a Macedoniei de la valea Struma în est, unde a mărginit pământuri stăpânite de Borilă, până la Bitola și posibil Ohrid în vest
Clerul superior după 1018 a fost aproape invariabil grecesc, inclusiv în perioada dominației otomane, până la abolirea arhiepiscopiei din 1767. La începutul secolului al XVI-lea, arhiepiscopia a atins apogeul subordonând eparhiile Sofiei, Vidinului, Valahiei și Moldovei, o parte a fostei patriarhii sârbe medievale din Peć (inclusiv Mănăstirea Patriarhală din Peć) și chiar districtele ortodoxe din Italia (Apulia, Calabria și Sicilia), Veneția și Dalmația. 
Ca oraș episcopal, Ohrid a fost un centru cultural de mare importanță pentru Balcani. Aproape toate bisericile care au supraviețuit au fost construite de bizantini și de bulgari, restul datând din perioada scurtă de timp a stăpânirii sârbilor din Evul Mediu târziu.
Boemund, conducând o armată italo-normandă din sudul Italiei, a cucerit orașul în 1083. Bizantinii l-au recucerit în 1085. În secolele al XIII-lea și al XIV-lea, orașul a trecut pe rând în stăpânirea Despotatului Epirului, Țaratulului Bulgar, Imperiului Bizantin și al Țaratului Sârb, precum și al conducătorilor locali din Albania. La jumătatea secolului al XIII-lea, Ohrid era unul dintre orașele conduse de Pal Gropa, un membru al familiei nobile Gropa din Albania. În 1334, orașul a fost cucerit de Ștefan Uroš al IV-lea Dušan și încorporat în Țaratul Sârb. După moartea lui Dusan, orașul a trecut sub controlul lui Andrea Gropa, în timp ce după moartea sa, prințul Marko l-a încorporat în Regatul Prilepului. La începutul anilor 1370, Marko a pierdut Ohrid care a fost preluat de Pal al II-lea de Gropa, un alt membru al familiei Gropa, iar Marko a încercat fără succes să-l recupereze în 1375 cu ajutorul otomanilor. 
În 1395, otomanii sub conducerea lui Baiazid I au cucerit orașul care a devenit sediul nou-înființatului Sangeac de Ohrid. În 14-15 septembrie 1464, 12.000 de militari albanezi ai Ligii de la Lezha și 1.000 e militari ai Republicii Veneția au învins o forță otomană de 14.000 de oameni în apropierea orașului. Când Mahomed al II-lea a revenit din Albania după acțiunile sale împotriva lui Skanderbeg în 1466, l-a detronat pe Dorotheos, arhiepiscopul de Ohrid și l-a expatriat la Istanbul împreună cu funcționarii și boierii săi și un număr considerabil de cetățeni din Ohrid, probabil datorită activităților lor anti-otomane din timpul Revoltei lui Skanderbeg când mulți cetățeni din Ohrid, inclusiv Dorotheos și clerul său, au sprijinit Skanderbeg și lupta sa.

### Perioada modernă

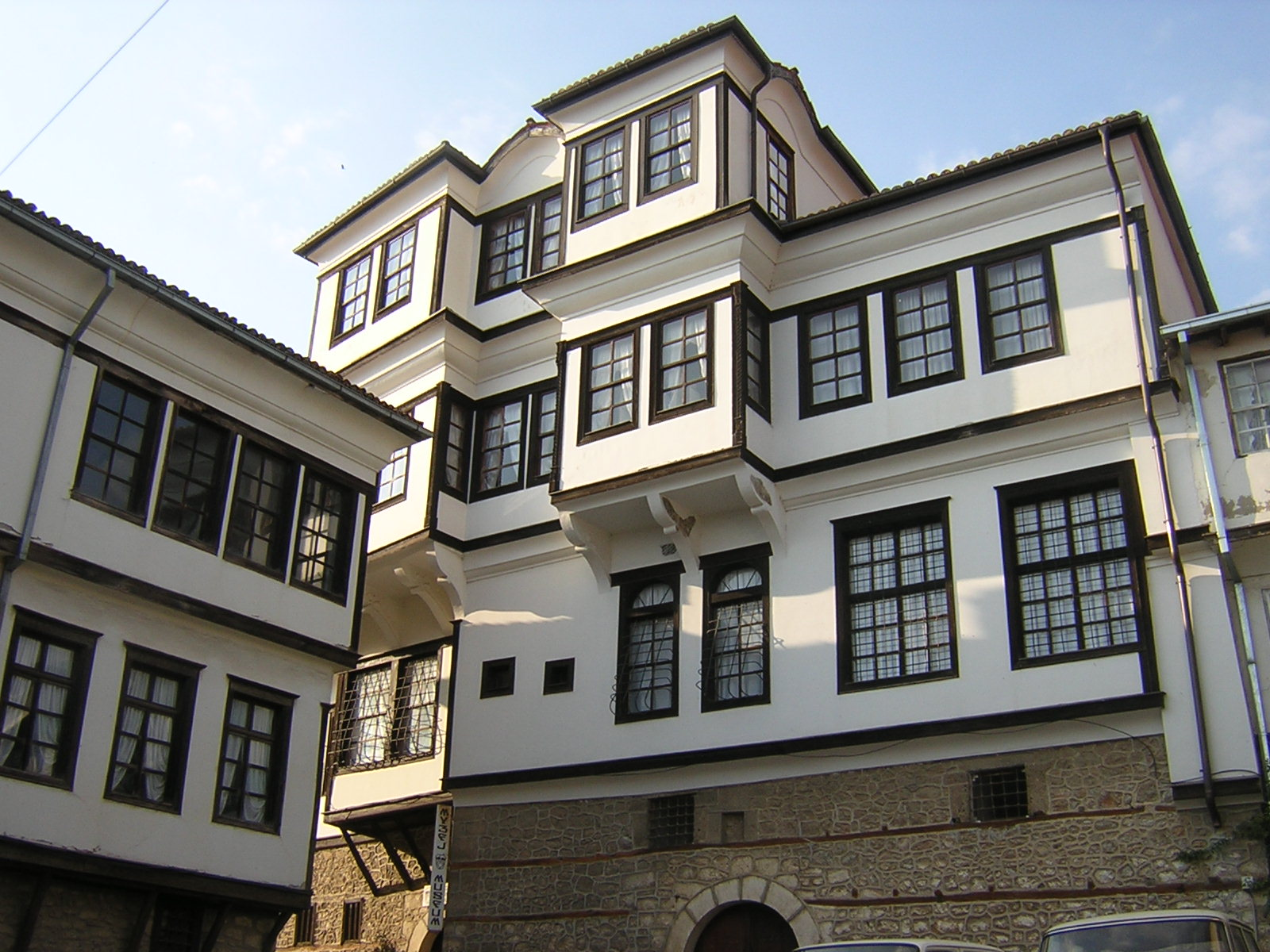
Casa bogatei familii Robevi.

Populația creștină a scăzut în primele secole de stăpânire otomană. În 1664 erau doar 142 de case creștine. Situația s-a schimbat în secolul al XVIII-lea, când Ohrid a devenit un centru comercial important pe o cale comercială importantă. La sfârșitul acestui secol a avut în jur de cinci mii de locuitori. Spre sfârșitul secolului al XVIII-lea și în prima parte a secolului al XIX-lea, regiunea Ohrid, ca și alte părți ale Turciei europene, a fost o zonă fierbinte de tulburări civile. În secolul al XIX-lea, regiunea Ohrid a devenit parte a Pașalâcului Scutari, condus de familia Bushati. După ce populația creștină a episcopiei de la Ohrid a votat în 1874 un plebiscit în favoarea aderării la Exarhatul Bulgariei (97%), Exarhatul a preluat controlul zonei. În 1889, potrivit unor cercetări franceze, orașul a avut 2.500-3.000 de case și aproximativ 12.000 de persoane, dintre care 2/3 erau bulgari și vlahi, iar restul de 1/3 erau musulmani albanofoni cu 20-25 de familii grecești slavofone. Conform statisticilor adunate de Vasil Kanchov în 1900, orașul Ohrid a fost locuit de 8000 de bulgari, 5000 de turci, 500 de albanezi musulmani, 300 de albanezi creștini, 460 de vlahi și 600 de rromi. Înainte de 1912, Ohrid a fost un centru orășenesc care se învecina cu Sangeacul Manastir din Vilaietul Manastir (în prezent Bitola). Orașul a rămas sub stăpânirea otomană până la 29 noiembrie 1912, când armata sârbă a preluat controlul orașului în timpul războaielor balcanice și ulterior l-a făcut capitala districtului Ohrid. În Ohrid, forțele sârbe au omorât 150 de bulgari și un grup de 500 de oameni format din albanezi și turci. În septembrie 1913, conducătorii locali albanezi și pro-bulgari ai IMRO (Organizația Revoluționară Internă Macedoneană) s-au revoltat împotriva Regatului Serbiei. A fost ocupat de Regatul Bulgariei între 1915 și 1918 în timpul Primului Război Mondial. 
În timpul Regatului Iugoslaviei, Ohrid a continuat să fie un district independent (Охридског округа) (1918-1922), apoi a devenit o parte a Oblastului Bitola (1920-1929), iar apoi din 1929 până în 1941, Ohrid a făcut parte din Banovina Vardar. A fost ocupat din nou de Bulgaria între 1941 și 1944 în timpul celui de-al doilea război mondial.  
În perioada Republicii Socialiste Federative Iugoslave, Ohrid a fost sediul comunei Ohrid (Општина Охрид). Din 1991, orașul a făcut parte din Republica Macedonia, iar de la 12 februarie 2019 din Republica Macedonia de Nord. 
La 20 noiembrie 1993, zborul 110 al Avioimpex dinspre Geneva spre Skopje s-a prăbușit lângă Ohrid, ucigând toate cele 116 persoane la bord. A fost cea mai mortală catastrofă aviatică care a avut loc în Macedonia de Nord. Aeronava implicată în accident, care s-a prăbușit în apropierea aeroportului de lângă Ohrid, a fost un Yakovlev Yak-42. 115 persoane au murit pe loc, iar ultima victimă a decedat după câteva zile de spitalizare.

## Geografie și climă
Ohrid este situat în partea de sud-vest a Macedoniei de Nord, pe malul lacului Ohrid, la o altitudine de 695 de metri deasupra nivelului mării. 
Ohrid are un climat mediteranean cu vară caldă (clasificarea Köppen: Csb), se învecinează cu un climat oceanic (clasificarea climatică Köppen: Cfb) moderat de altitudinea sa, deoarece temperatura medie a celei mai calde luni este de peste 22 °C și în fiecare lună de vară primește mai puțin de 40 mm de precipitații. Cea mai rece lună este ianuarie, cu temperatura medie 2,5 °C sau într-un interval cuprins între 6,2 °C și −1,5 °C. Cea mai caldă lună este august cu o medie într-un interval cuprins între 27,7 °C - 14,2 °C. Cea mai ploioasă lună este noiembrie, care înregistrează în medie 90,5 mm de ploaie. Lunile de vară, iunie, iulie și august, primesc cea mai mică cantitate de ploaie, în jur de 30 mm. Temperatura minimă absolută este −17,8 °C și maximă este 38,5 °C.
| Date climatice pentru Ohrid                     | Date climatice pentru Ohrid | Date climatice pentru Ohrid | Date climatice pentru Ohrid | Date climatice pentru Ohrid | Date climatice pentru Ohrid | Date climatice pentru Ohrid | Date climatice pentru Ohrid | Date climatice pentru Ohrid | Date climatice pentru Ohrid | Date climatice pentru Ohrid | Date climatice pentru Ohrid | Date climatice pentru Ohrid | Date climatice pentru Ohrid |
| Luna                                            | Ian                         | Feb                         | Mar                         | Apr                         | Mai                         | Iun                         | Iul                         | Aug                         | Sep                         | Oct                         | Nov                         | Dec                         | Anual                       |
| ----------------------------------------------- | --------------------------- | --------------------------- | --------------------------- | --------------------------- | --------------------------- | --------------------------- | --------------------------- | --------------------------- | --------------------------- | --------------------------- | --------------------------- | --------------------------- | --------------------------- |
| Maxima medie °C (°F)                            | 6.2 (43,2)                  | 7.6 (45,7)                  | 11.0 (51,8)                 | 15.1 (59,2)                 | 20.4 (68,7)                 | 24.8 (76,6)                 | 27.6 (81,7)                 | 27.7 (81,9)                 | 23.6 (74,5)                 | 17.7 (63,9)                 | 11.6 (52,9)                 | 7.2 (45)                    | 16,7 (62,1)                 |
| Minima medie °C (°F)                            | −1.5 (29,3)                 | −0.9 (30,4)                 | 1.2 (34,2)                  | 4.6 (40,3)                  | 8.7 (47,7)                  | 12.0 (53,6)                 | 14.0 (57,2)                 | 14.2 (57,6)                 | 11.2 (52,2)                 | 7.2 (45)                    | 3.1 (37,6)                  | 0.0 (32)                    | 6,2 (43,2)                  |
| Precipitații mm (inches)                        | 53.7 (2.114)                | 60.2 (2.37)                 | 55.9 (2.201)                | 55.9 (2.201)                | 56.7 (2.232)                | 33.5 (1.319)                | 30 (1.18)                   | 30.6 (1.205)                | 47.9 (1.886)                | 76.1 (2.996)                | 90.5 (3.563)                | 71.3 (2.807)                | 662,3 (26,075)              |
| Nr. de zile cu precipitații                     | 11                          | 12                          | 11                          | 13                          | 12                          | 8                           | 6                           | 6                           | 7                           | 10                          | 12                          | 13                          | 121                         |
| Sursă: Organizația Meteorologică Mondială (OMN) |                             |                             |                             |                             |                             |                             |                             |                             |                             |                             |                             |                             |                             |

## Date demografice

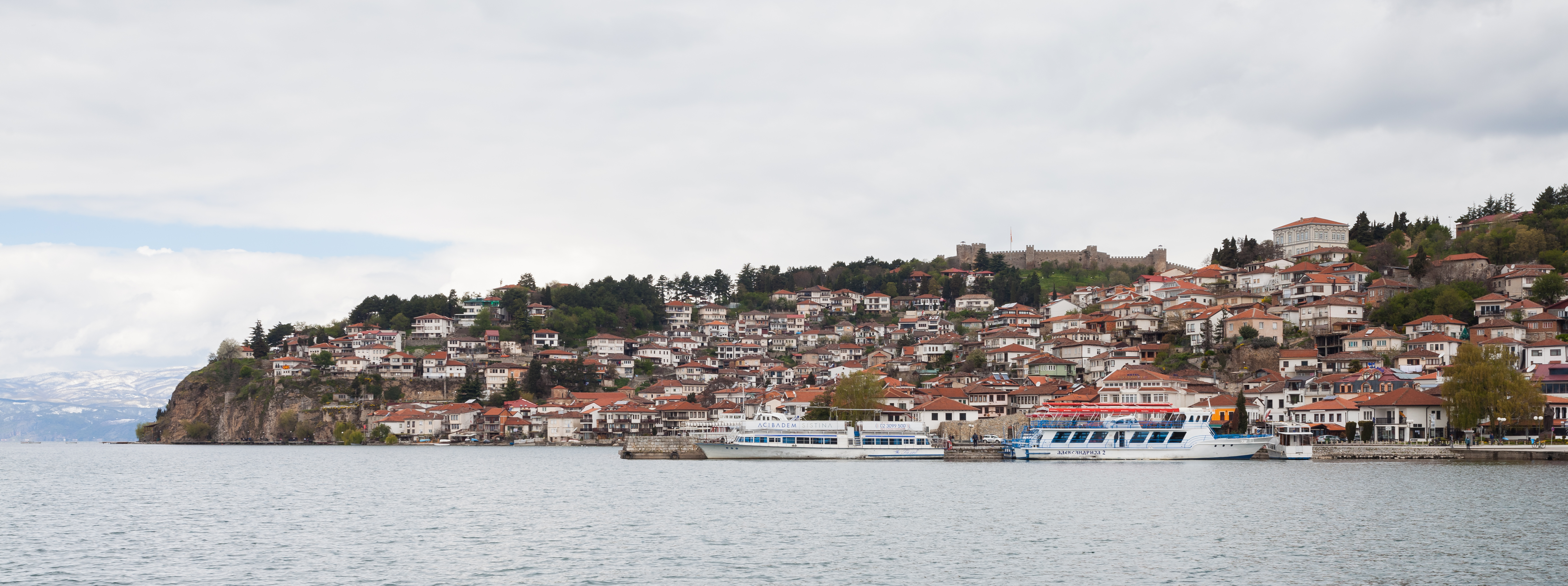
Ohrid

În urma recensământului din 2002, orașul Ohrid a avut 42.033 de locuitori, iar componența etnică a fost următoarea:
- Macedoneni, 33791 (80,4%)
- Albanezi, 2.959 (7,0%)
- Turci, 2.256 (5,4%)
- Alții, 3.027 (7,2%)

Limbile materne ale locuitorilor orașului au fost următoarele: 
- Macedoneană, 34,910 (83,1%)
- Albaneză, 3.957 (9,4%)
- Turcă, 2.226 (5,3%)
- Altele, 1.017 (2.4%)

Compoziția religioasă a orașului a fost următoarea: 
- Creștini ortodocși, 33987 (80,9%)
- Musulmani, 7.599 (18.1%)
- Altele, 447 (1,1%)

Cei mai vechi locuitori din Ohrid sunt câteva familii care locuiesc în cartierul Varoš. Alți macedoneni s-au stabilit în Ohrid și provin din satele din regiunile Kosel, Struga, Drimkol, Debarca, Malesija și Kičevo și din alte zone din sudul Macedoniei. În 1949, alte familii de lângă Marea Egee s-au stabilit în Ohrid. 
Prezența comunității turcești datează din așezarea lor în Ohrid în perioada 1451–81. Toți turcii din satul Peštani după ce și-au vândut proprietățile și terenurile s-au mutat în Ohrid până în 1920 și astăzi acele puține familii sunt cunoscute sub numele de Peștanlı.
Albanezii din Ohrid provin din sate albaneze situate în zonele de vest și de sud ale lacului Ohrid. Există numeroși albanezi turcificați în Ohrid, care provin din orașele Elbasan, Durrës și Ulcinj. Albanezii ortodocși s-au stabilit la Ohrid în a doua jumătate a secolului al XIX-lea și provin din Pogradec, Lin, Çërravë și Peshkëpi. 
Populația rromă locală din Ohrid provine din Podgradec și vorbește dialectul sudic Tosk albanez. În ultimele decenii ale secolului XX, unii rromi musulmani vorbitori de albaneză din satele Krani și Nakolec au migrat în Ohrid. În recensămintele iugoslave (din 1961, 1971, 1981, 1991), rromii albanofoni din Ohrid s-au declarat mai ales albanezi. Pe măsură ce tensiunile dintre albanezi și stat au crescut în ceea ce privește numărul comunității și drepturile sociopolitice, identitatea rromilor a fost politizată și contestată începând cu anii 1990. Rromii albanofoni din Ohrid au refuzat identificarea lor ca albanezi văzând-o ca o urmare a albanizării (sau au refuzat să fie numiți țigani) și, cu încurajarea cercurilor macedonene, se referă acum la sine ca egiptenii (ashkali) ai căror strămoși au migrat din Egipt cu multe secole în urmă. Rromii albanofoni din Ohrid au considerat limba albaneză ca un idiom al zonei unde locuiesc și nu ca pe o limbă maternă. Rromii de limbă turcă care locuiesc în Ohrid, în perioada iugoslavă s-au declarat mai ales turci, în timp ce în Macedonia independentă se identifică mai mult ca egipteni.
Cea mai timpurie prezență a populației aromânești în Ohrid datează din 1778, când aceasta a venit din Voskopojë (Moscopole), apoi din Cavaia (la sfârșitul secolului al XVIII-lea), din regiunea Myzeqe, Elbasan, Llëngë și Mokër (la mijlocul secolului al XIX-lea) și, de asemenea, de la Gorna Belica și Muloviște (la sfârșitul secolului al XIX-lea).  O mare parte din populația aromână din Ohrid a emigrat în Triest, Odesa și la București.

## Obiective principale
Există o legendă susținută de observațiile călătorului otoman din secolul al XVII-lea, Evliya Çelebi, care a spus că în oraș se găseau 365 de capele, câte una pentru fiecare zi a anului. Astăzi acest număr este semnificativ mai mic. 
În Ohrid se găsesc:
- Biserica Sfânta Sofia
- Biserica Sfinții Clement și Panteleimon
- Biserica Sf. Ioan din Kaneo
- Biserica Sf. Gheorghe
- Biserica Sf. Zaum[49]
- Galeria Icoanelor din Ohrid
- Mănăstirea Sfântul Naum
- Biserica Sf. Petka
- Biserica Sf. Ștefan
- Vestigii ale bazilicelor din perioada timpurie-creștină, de ex Bazilica Sf. Erasmus (secolul al IV-lea)
- Casa familiei Robevi, muzeu de arheologie
- Teatrul Antic din Ohrid
- Biserica Sf. Vrači, cu fresce din secolul al XIV-lea. O icoană din secolul 14 din biserică este reprezentată pe aversul bancnotei de 1000 denari macedoneni, emisă în 1996 și 2003.

Pe lângă faptul că este un centru sfânt al regiunii, a fost și este și o sursă de cunoaștere și de alfabetizare pan-slavă. Mănăstirea refăcută de la Plaošnik a fost de fapt una dintre cele mai vechi universități din lumea occidentală, fiind ctitorită înainte de secolul al X-lea. 

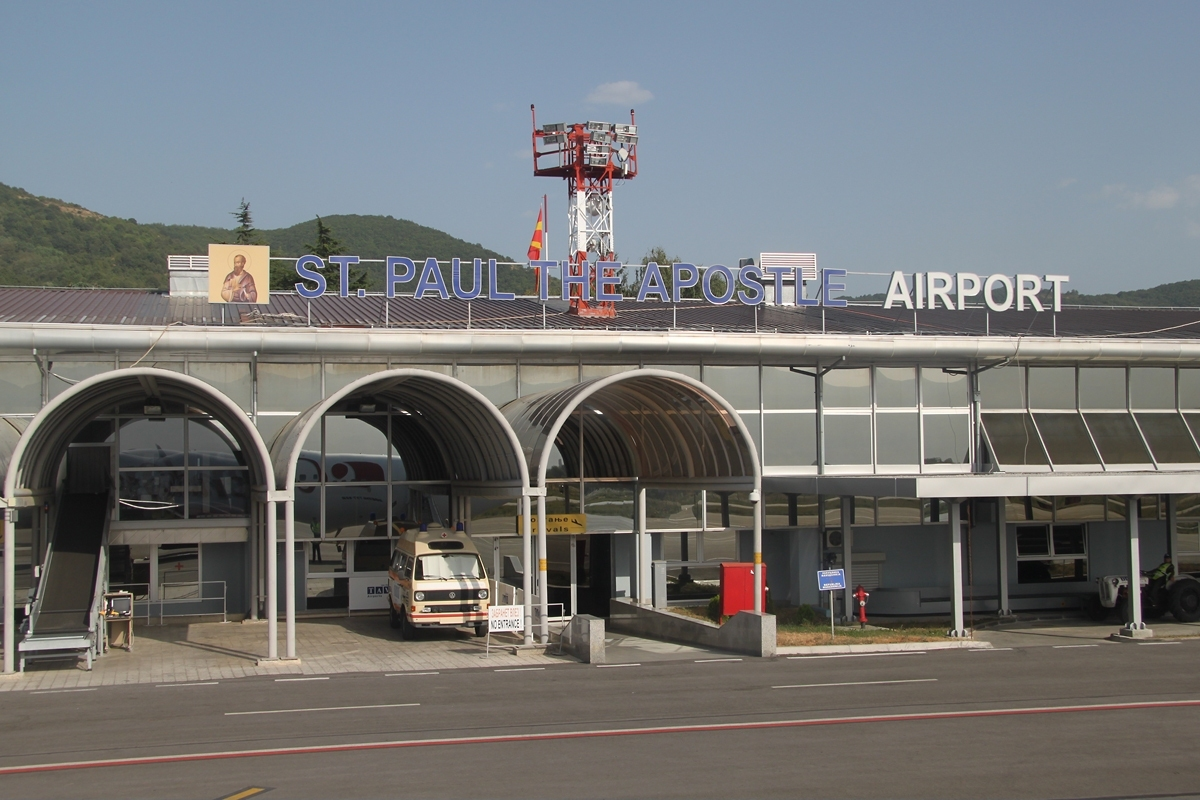
Aeroportul „Sfântul Apostol Pavel” din Ohrid

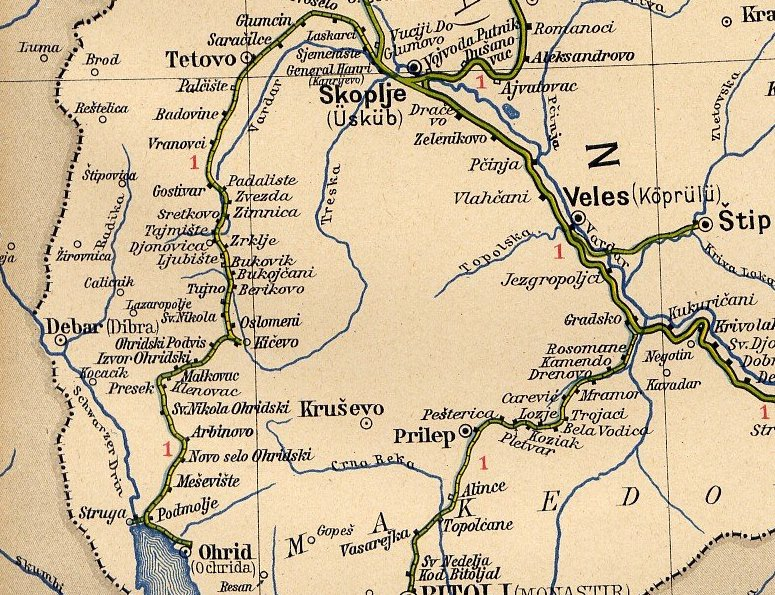
Calea ferată Skopje – Gostivar – Kičevo – Podmolje - Ohrid, 167 kilometri. A fost închisă în 1966.

La 9 km nordvest de Ohrid se află, de asemenea, Vila Biljana, care servește ca reședință oficială a președintelui Macedoniei de Nord. 
În apropiere se află un aeroport internațional, care s-a numit Aeroportul Ohrid (acum însă este cunoscut sub numele de „Aeroportul Sfântul Apostol Pavel” din Ohrid, în macedoneană Аеродром „Св. Апостол Павле“ Охрид, Aerodrom „Sv. Apostol Pavle“ Ohrid, IATA: OHD, ICAO: LWOH); acesta este deschis tot anul. Au loc zboruri spre și dinspre Tel Aviv, Aeroportul Zürich, Aeroportul Chopin Varșovia, Aeroportul Internațional Katowice, Aeroportul Amsterdam Schiphol și alte destinații. Aeroportul poate primi aeronave mici și mijlocii, până la 9 aeronave odată, iar terminalul este echipat pentru a gestiona până la 400.000 de pasageri anual. Printre alte facilități, clădirea terminalului cuprinde un birou de informații, un restaurant, un magazin duty-free și un salon VIP.
Până în 1966, Ohrid a fost legat de Skopje prin linia Ohrid, o cale ferată cu ecartament îngust (de 600  mm) cu o lungime de 167 km. Calea ferată a fost construită ca parte a unei căi ferate militare în timpul ocupației bulgare din primul război mondial și astfel a fost construită în conformitate cu standardele bulgare Feldbahn (Lorenbahn) de 600 mm, mai degrabă decât ecartamentul bosniac de 760 mm al căilor ferate austro-ungare, care ulterior va deveni mai cunoscut ca parte a ecartamentului îngust al căilor ferate din Iugoslavia.

## Sport
GFK Ohrid Lihnidos este o echipă de fotbal care joacă pe stadionul SRC Biljanini Izvori din oraș. În sezonul 2016–17, a jucat într-o divizie de fotbal de nivelul trei a Macedoniei.  Echipa a fost fondată în 1921.
GRK Ohrid este o echipă de handbal care joacă pe arena Biljanini Izvori Sports Hall, cu o capacitate de 3.500 de louri. În sezonul 2016–17, a jucat în Super Liga de handbal macedonean, care este principala competiție internă. Echipa a fost fondată în 2011.
Maratonul de Înot de la Ohrid (în: macedoneană Охридски Пливачки Маратон, Ohridski Plivački Maraton) este o competiție internațională de înot în apă deschisă, care are loc în apele lacului Ohrid. Înotătorii trebuie să înoate 30 km de la mănăstirea Sf. Naum până la portul Ohrid. În 1992 a avut loc prima ediție, câștigător a fost înotătorul slovac Pavel Ramdisek la bărbați, la femei a câștigat Teodora Raptis din Macedonia. A 29-a ediție a fost câștigată de Evgeniy Pop Atsev (Macedonia de Nord) în 5:39:42 și Alice Franco (Italia) la femei în 5:44:03.
De asemenea aici are loc un Maraton Internațional de Atletism. Prima ediție a acestui eveniment a avut loc în 1976 și de la o cursă locală a devenit un eveniment internațional. Din 2004 data întrecerii a fost stabilită în mod tradițional la 8 septembrie, Ziua Independenței Macedoniei. Lungimea traseului Maratonului internațional de atletism  de la Ohrideste de 30 de kilometri. Traseul se află pe malul lacului Ohrid, iar drumul are o mulțime de urcări și coborâri, ceea ce face din această cursă una dintre cele mai frumoase și mai grele curse din lume. Linia de sosire este în centrul orașului Ohrid. Majoritatea traseului este asfaltat.

## Evenimente recurente
- Festivalul de Vară din Ohrid, festival anual de teatru și muzică din iulie până în august
- Festivalul Coral din Ohrid, festival internațional al corurilor, are loc la sfârșitul lunii august
- Festivalul balcanic de cântece și dansuri populare, festival anual de muzică populară și dans folcloric la începutul lunii iulie
- Festivalul de muzică balcanică, festival de muzică din august în care participă muzicieni din întreaga peninsulă balcanică
- Ohrid Fest (Охридски Трубадури), festival de muzică din august la care participă muzicieni din întreaga peninsulă balcanică. Acest festival este organizat timp de patru zile, care sunt organizate astfel:
  - Noaptea debutanților
  - Noaptea populară,
  - Noapte muzicii Pop
  - Noaptea internațională.
- Premiul Mondial al Umanismului al Academiei de Umanism din Ohrid, creat de Jordan Plevnes
- Reuniuni de artă și științifice (Охридска научна и уметничка визита) desfășurate în Casa Uranija-MANU din Ohrid de către academia macedoneană de științe și arte

## Relații internaționale

### Orașe gemene - orașe surori
Ohrid este înfrățit cu: 
| - Budva, Muntenegru - Trogir, Croația - Dalian, China - Katwijk, Olanda - Kragujevac, Serbia - Pogradec, Albania - Patras, Grecia - Piran, Slovenia - Plovdiv, Bulgaria - Podolsk, Rusia - Queanbeyan, Australia | - Safranbolu, Turcia - Seongnam, Coreea de Sud - Tiranë, Albania - Veliko Tarnovo, Bulgaria - Vinkovci, Croația - Windsor, Canada - Wollongong, Australia - Yalova, Turcia - Ialta, Ucraina - Zemun, Serbia |

## Personalități
- Temko Popov (1855 - 1929), activist promacedonean.